# Oudemanhuispoort

De regenten en regentessen van het Oude Mannen- en Vrouwengasthuis, Nicolaes Moeyaert, 1640

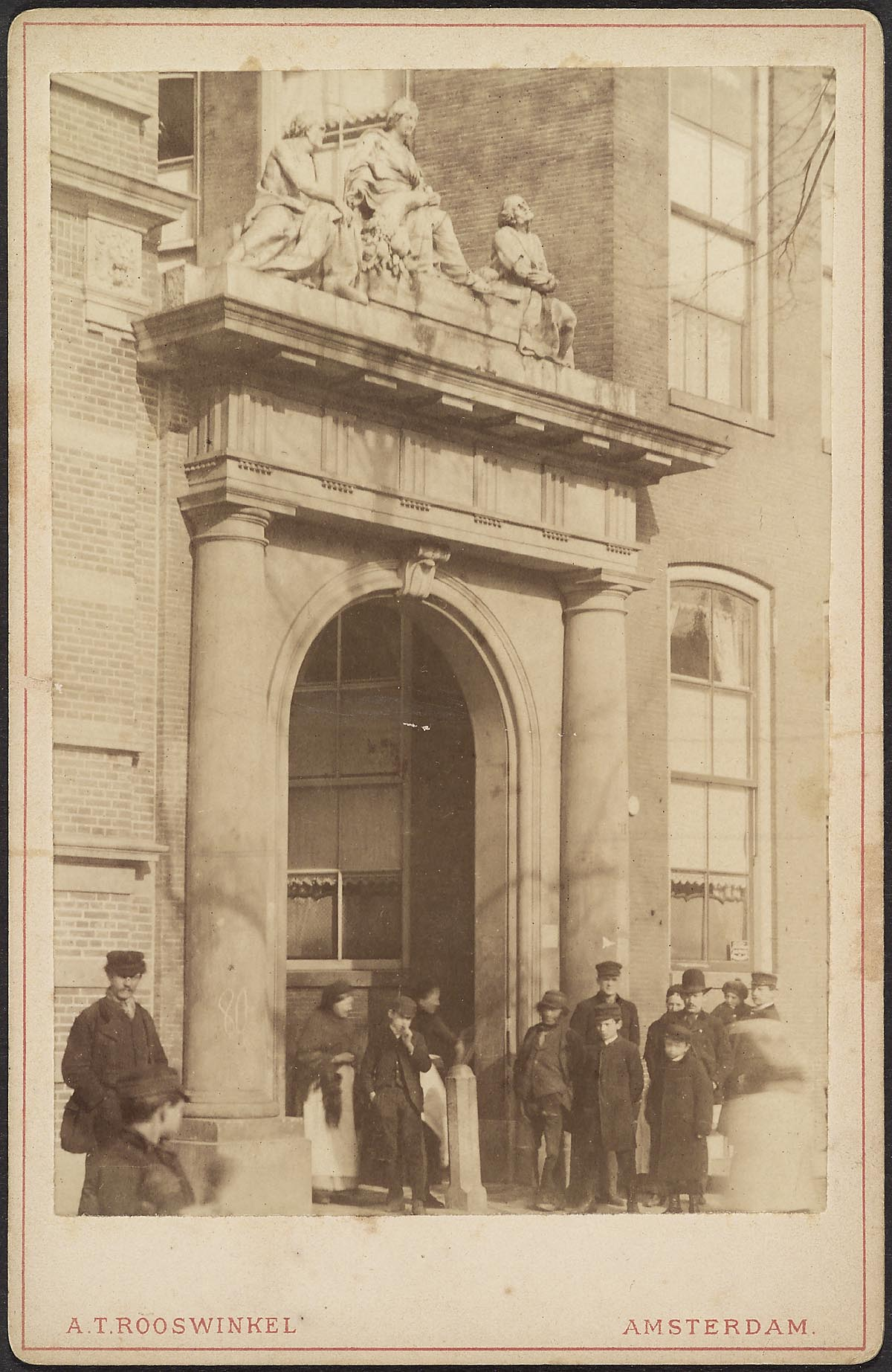
Oudemanhuispoort, Kloveniersburgwal Amsterdam, rond 1900

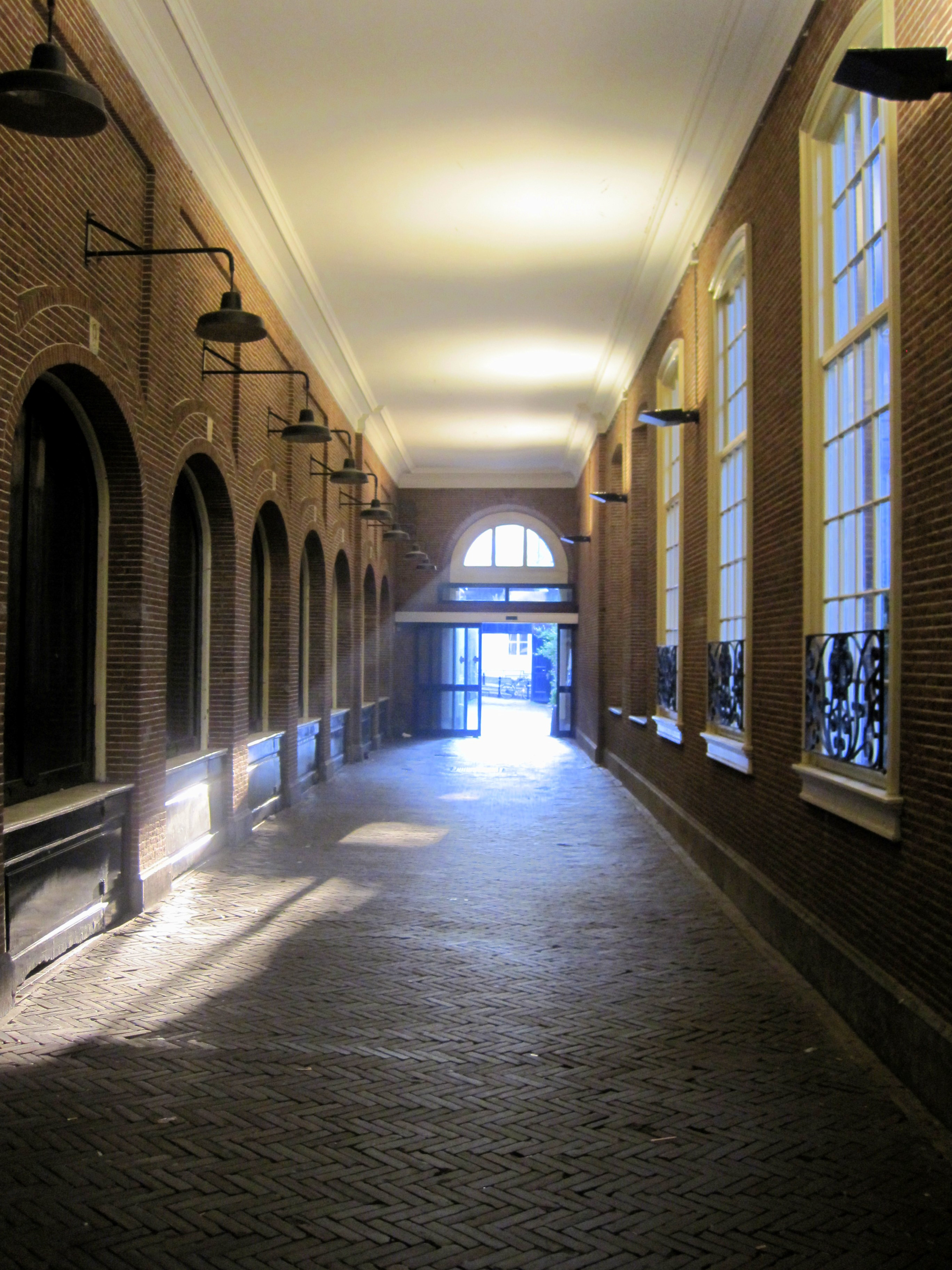
De gang met winkelkasten.

Oudemanhuispoort (vaak afgekort als: OMHP) is een gebouwencomplex in Amsterdam, tussen het Spui en het Waterlooplein. Het is een van de hoofdlocaties van de Universiteit van Amsterdam, de faculteit der geesteswetenschappen is er gevestigd. Het is in de 17e eeuw gebouwd in carrévorm en werd oorspronkelijk gebruikt als Oude mannen en vrouwen gasthuis, het is beschermd als rijksmonument. In een van de vier vleugels is een doorgang die de Oudezijds Achterburgwal aan de westzijde verbindt met de Kloveniersburgwal aan de oostzijde, de poort aan de Oostzijde van deze doorgang is naamgever van het gebouwencomplex.

## Geschiedenis
Vanaf de dertiende eeuw verstrekten Amsterdamse stadsbesturen rentebrieven tegen een jaarlijks bedrag, ouderen konden zich zo inkopen in een gasthuis. Omstreeks 1601 verrees dit complex als Oudemannen- en vrouwengasthuis, in carrévorm gebouwd met een binnenplein. In 1604 kwam het nieuwe bejaardenoord gereed en verhuisden 45 oude mannen en vrouwen van hun oude bestemming aan de Nieuwe Zijde in gezelschap van 55 anderen naar het nieuwe gebouw.  Tussen 1754 en 1757 werd het complex onder leiding van architect Gerard Frederik Maybaum verbouwd, het ontwerp van de monumentale gevels is waarschijnlijk van burgemeester en autodidact- architect Pieter Rendorp, Vrijheer van Marquette. In 1757 werden 18 nieuw gebouwde 'kassen' in de doorgang geopend, te koop waren 'goud, zilver, boeken, galanteryen en Neurenburgsche waaren'. De grote houten luiken waren rood geschilderd.
In 1786 kreeg de doorgang aan weerskanten zijn huidige opmerkelijke poorten. De Amsterdamse timmerman Hendrik Gerrit van Raan die veel bij het Gasthuis werkte, had daarvoor in 1783 al zes ontwerptekeningen gemaakt die allen werden afgekeurd. De stad gaf de opdracht toen aan stadsbouwmeester Abraham van der Hart die een nieuwe buitenpoort ontwierp met kenmerken van de klassieke Dorische bouworde. Stadsbeeldhouwer Anthonie Ziesenis vervaardigde de beeldengroep op de poort. 
In 1827 ontstond het voornemen om het gebouw als seminarie in te richten voor het nieuw te stichten bisdom Amsterdam, waarvan de uitvoering slechts achterwege bleef omdat de afscheiding van België de plannen voor een nationale reorganisatie van de katholieke kerk, en daarmee het herstel van de bisschoppelijke hiërarchie in Nederland, doorkruiste.
Van 1836 tot 1870 had de Koninklijke Akademie voor Beeldende Kunsten een vestiging in het complex; daarna van 1870 tot 1875 de Rijksacademie. Ook het Museum Van der Hoop was van 1855 tot 1885 in de achterzalen van de Koninklijke Akademie gevestigd.

## Universiteit van Amsterdam
In 1880 werden de gebouwen in gebruik genomen door de Universiteit van Amsterdam. Op het binnenplein dat grenst aan de ingang in het midden van de Poort, werd in 1881 een borstbeeld van Minerva geplaatst, in het middenperk van het plantsoen. De aula werd op 25 november 1891 aan het complex toegevoegd.
In 1920 begon een ingrijpende verbouwing van een deel van de gebouwen. In 1927 kwam een nieuw gebouw voor de universiteit gereed, ontworpen door P.L. Marnette, dit deel van het complex dat onder meer collegezalen bevat is toegankelijk vanuit het binnenplein. Met name de nieuwe gevel aan de Kloveniersburgwal vertoont kenmerken van de Amsterdamse School en heeft aan dit deel de bijnaam "de schaats" opgeleverd.
Sinds 1960 is het gebouw grondig gerenoveerd onder leiding van de architecten J. Leupen en H. in 't Hoen. Er werden onder andere nieuwe collegezalen toegevoegd, waarvoor de aula uit 1877 werd gesloopt. Daarbij werd het beeld van de godin Pallas Athena verplaatst van een nis in de aula naar de grote hal. In 1998 werd er door de architect Francine Houben, van Mecanoo, een masterplan gemaakt voor toekomstig gebruik.
In de Oudemanhuispoort bevindt zich de faculteit der geesteswetenschappen, en de afdeling wijsbegeerte. Tot 2017 was het de zetel van de Faculteit der Rechtsgeleerdheid, die naar de Roeterseilandcampus verhuisd is.

## Boekenmarkt

### De winkelkasten
De winkelkasten werden reeds in 1757 in gebruik genomen door handelaren in goud, zilver, boeken, galanterieën en andere zaken. Zij vormden een onderdeel van het Oudemannen- en vrouwengasthuis, dat de toen achttien aanwezige kasten aan deze kooplieden verhuurde. Omstreeks 1830 kwam die handel in de Oudemanhuispoort in verval en werd een drietal winkelkasten in gebruik genomen als slaapplaatsen voor dienstboden van het Gasthuis. 
In het openbare deel van de Oudemanhuispoort is een dagelijkse boekenmarkt. Deze markt is ontstaan in 1879 toen een destijds op de Botermarkt (nu Rembrandtplein) gevestigde boekenmarkt werd opgedoekt en de betrokken boekhandelaren een plaats in de Oudemanhuispoort konden krijgen. Zij namen hun intrek in de vijftien zogenaamde winkelkasten.
Tijdens een verbouwing in 1979 van het Binnengasthuiscomplex en de Universiteit van Amsterdam, werd winkelkast no. 6 uitgebroken om als aparte doorgang te dienen tussen de ingang van het universiteitscomplex en het terrein van het voormalige Binnengasthuis, zodat nu nog veertien winkelkasten in gebruik zijn.

### Joodse boekhandelaren
Tot 1941 werd de handel in boeken voornamelijk door joodse boekhandelaren gedreven. Daaronder waren bekende namen zoals: Barend Boekman (1869-1942), Emanuel de Wolff (1867-1934), Juda Emmering (1879-1934), David Blok (1821-1904), Jacob Mossel (1852-1916), Mordechai “Markie” Lobo (1826-1899), de Van Kollems en Barend Frank (1869-1943). Na 1941 werd het de joodse handelaren geleidelijk aan onmogelijk om hun handel voort te zetten en werden ze afgevoerd naar Westerbork en later in de Duitse concentratiekampen om het leven gebracht.
Alleen Betsy en Jacques van Kollem overleefden de oorlog en kwamen daarna weer een aantal jaren terug in de Poort. De andere winkelkasten in de Poort kwamen toen in andere handen.

### Hendrik Pfann
In het open gedeelte van de Poort, aan de kant van de Oudezijds Achterburgwal, vestigde zich in 1924, in de daar aanwezige winkelruimte, de befaamde antiquaar Hendrik Daniël Pfann (1889-1957) met zijn boekhandel “In ’t Oude Boeckhuys”. Hij was een flamboyante figuur, uitgedost in zijn fluwelen jas en met grote zwarte hoed op, die van de verkoop van ieder boek en elke prent een heel toneelspel maakte. Omstreeks 1919 was hij met een boekenkraampje op het Amstelveld begonnen, vervolgens op de Nieuwmarkt en daarna op het Waterlooplein.
Na zijn dood in 1957 werd hij in de Poort opgevolgd door zijn zoon Hendrik Daniël Pfann de tweede (1911-1974), die van daaruit een uitgebreid boekenimperium in Nederland zou vestigen, onder andere in Haarlem, Hilversum, Den Haag en Apeldoorn. Zijn hoofdvestiging was later op de hoek van het Spui en het Rokin in Amsterdam. Na de dood van deze Hendrik Pfann in 1974 ging de handel nog een tijdje door onder leiding van de derde generatie, ook natuurlijk weer een Hendrik Daniël Pfann, die rond 1980 nog enkele jaren in de oude vestiging in de Poort heeft gewerkt, waar hij naast zijn antiquariaat ook nog een winkelkast in de Poort had. Henk Pfann overleed op 29 augustus 2006 op 66-jarige leeftijd aan een hartinfarct. Hij werd op 4 september 2006 begraven op begraafplaats Rustoord te Diemen.

### Scharenslijpers
Van 1877 tot begin jaren zeventig van de twintigste eeuw waren er, naast de boekhandelaren, ook Italiaanse scharenslijpers gevestigd in de Oudemanhuispoort. Eerst Clemente Frizzi (1877), later zijn broer Raimondo Frizzi (1891). Clemente Frizzi is in 1895 teruggekeerd naar Massimeno, Italië. Hun broer Fiorino heeft het bedrijf voortgezet. Door diens overlijden is het bedrijf nagelaten aan zijn neef Pietro Albino Cozzini (Pietro, 1868-1928). In 1928 heeft zijn zoon Albino Giovachino Cozzini (Bino, 1904-1984) de elektrische slijperij in kast 6 (thans een doorgang) voortgezet, hij sleep scharen, messen en schaatsen.

## Bronverwijzingen
1. ↑  Het Amsterdamse Oudemannen- en Vrouwenhuis. Hart Amsterdammuseum. Geraadpleegd op 11 juni 2023.
2. 1 2  De monumentale toegangspoorten tot de Oudemanhuispoort - Vereniging Vrienden van de Amsterdamse Binnenstad. www.amsterdamsebinnenstad.nl. Geraadpleegd op 11 juni 2023.
3. ↑  Architectenweb: Oudemanhuispoort Zie ook: T.H.von der Dunk, 'Vier ingenieurs als stadsbouwmeester. Gerard Frederik Maybaum (1746-'68), Cornelis Rauws (1768-'72), Jacob Eduard de Witte (1772-'77) en Johan Samuel Creutz (1777-'87) aan het hoofd van de Amsterdamse stadsfabriek', Bulletin van de K.N.O.B., 94 (1995), p.94-95.
4. ↑  R.Meischke e.a., Huizen in Nederland. Amsterdam (Zwolle 1995), p.107 met afb.188.
5. ↑  T.H.von der Dunk, Een kathedraal voor Amsterdam. De voorgeschiedenis van de Mozes en Aäronkerk aan het Waterlooplein (Zutphen 2003), p.13-25.
6. ↑  Informatie over rijksmonumentnummer 518456
7. ↑  Architectenweb: Oudemanhuispoort Zie ook: T.H.von der Dunk, 'Vier ingenieurs als stadsbouwmeester. Gerard Frederik Maybaum (1746-'68), Cornelis Rauws (1768-'72), Jacob Eduard de Witte (1772-'77) en Johan Samuel Creutz (1777-'87) aan het hoofd van de Amsterdamse stadsfabriek', Bulletin van de K.N.O.B., 94 (1995), p.94-95.